# Damero de Pizarro

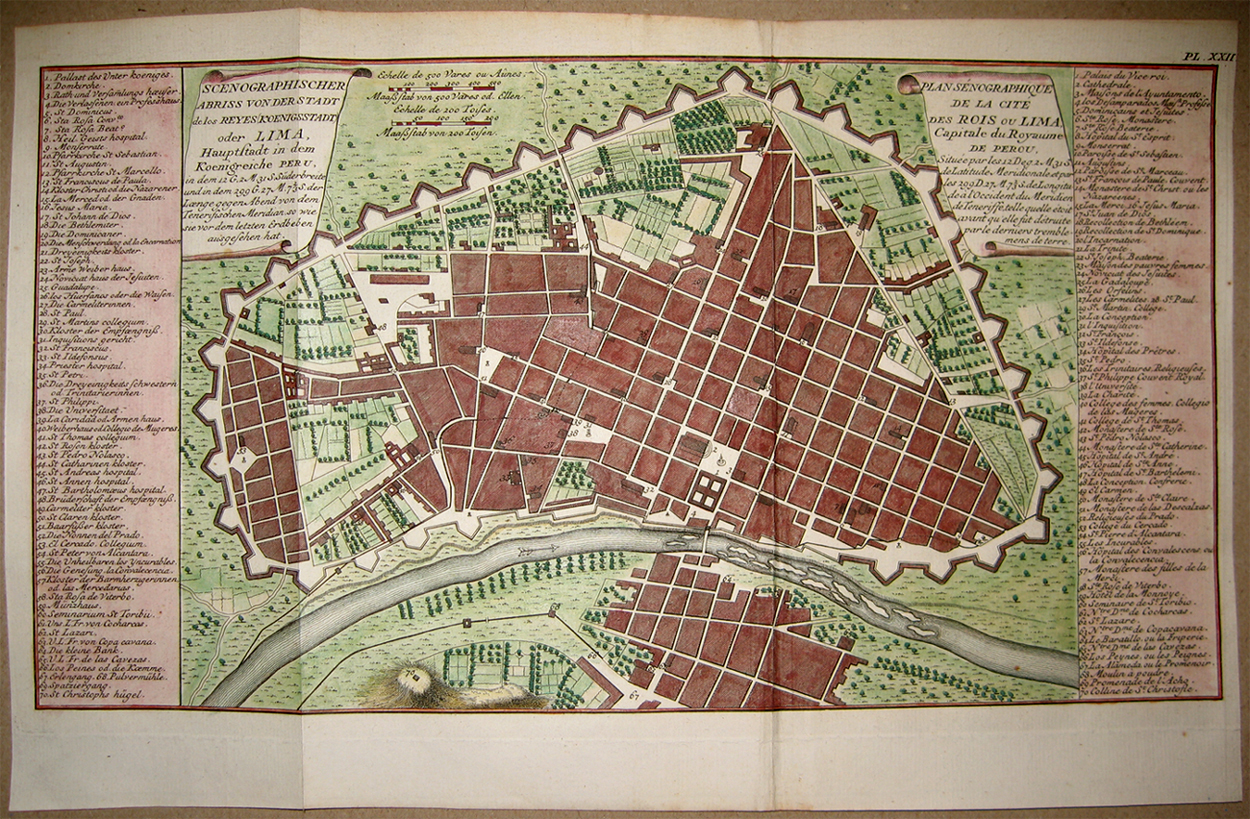
Karta över Lima, 1750.

Damero de Pizarro (ungefär ”Pizarros damspel”) är ett område i Limas historiska centrum,  Peru. Det omfattar det område som täcktes av Limas ringmur.
Inom staden bildas dess gränser i norr av Rímacfloden; i öster av avenida Abancay; i söder av avenida Nicolás de Piérola; och i väster av avenida Tacna.
Det är den äldsta och mest centrala delen av Lima. Dess urbana layout har behållit den klassiska spanska stilen med vinkelräta gator och avenyer, som bildar homogent fyrkantiga kvarter.
I området finns stadens viktigaste historiska monument och flera av Perus offentliga byggnader som Palacio de Gobierno och Palacio Municipal. Dessutom finns det ett stort antal kyrkor, till exempel Limas katedral.